# Glenn Hamilton
Glenn Donald Hamilton (* 13. August 1966 in Christchurch) ist ein neuseeländischer Beachvolleyballspieler.

## Karriere
Glenn Hamilton bildete auf der World Tour ein Duo mit seinem Bruder Reid Hamilton. 1991 und 1992 spielten sie ihre ersten Turniere in Sydney und belegten dort jeweils den zehnten Rang. 1993 kamen sie in Enoshima als Achte erstmals in die Top Ten. Im folgenden Jahr steigerten sie sich in Miami auf den fünften Platz. Als Siebte in Marseille und Enoshima sowie als Neunte in Carolina erzielten sie weitere Top-Ten-Ergebnisse. Beim ersten Turnier 1995 wurden sie in Rio de Janeiro ebenfalls Neunte. Anschließend belegten sie neun Mal in Folge den 17. Platz. Bei den Fortaleza Open kehrte sie unter die besten Zehn zurück. 1996 belegten sie in Alanya und Berlin den 13. Rang. Anschließend nahmen sie an den Olympischen Spielen in Atlanta teil. Die Brüder unterlagen in ihrem ersten Spiel den Italienern Ghiurghi/Grigolo. In der Verlierer-Runde mussten sie sich auch den Australiern Prosser/Zahner geschlagen geben und schieden aus. Nach dem Olympiaturnier wurden sie beim Grand Slam in Pornichet Siebte. Die restlichen drei Open-Turniere des Jahres beendeten sie jeweils auf dem 17. Platz. Dieses Ergebnis erzielten sie auch bei ihren letzten beiden Auftritten 1997 in Lignano und Marseille.